# McGregor Lake
McGregor Lake är en sjö i Kanada.   Den ligger i provinsen Alberta, i den södra delen av landet, 2 800 km väster om huvudstaden Ottawa. McGregor Lake ligger 869 meter över havet. Arean är 7,8 kvadratkilometer. Den sträcker sig 9,3 kilometer i nord-sydlig riktning, och 3,3 kilometer i öst-västlig riktning.
Trakten runt McGregor Lake består till största delen av jordbruksmark. Trakten runt McGregor Lake är nära nog obefolkad, med mindre än två invånare per kvadratkilometer.